# 栃木県道229号今市停車場線

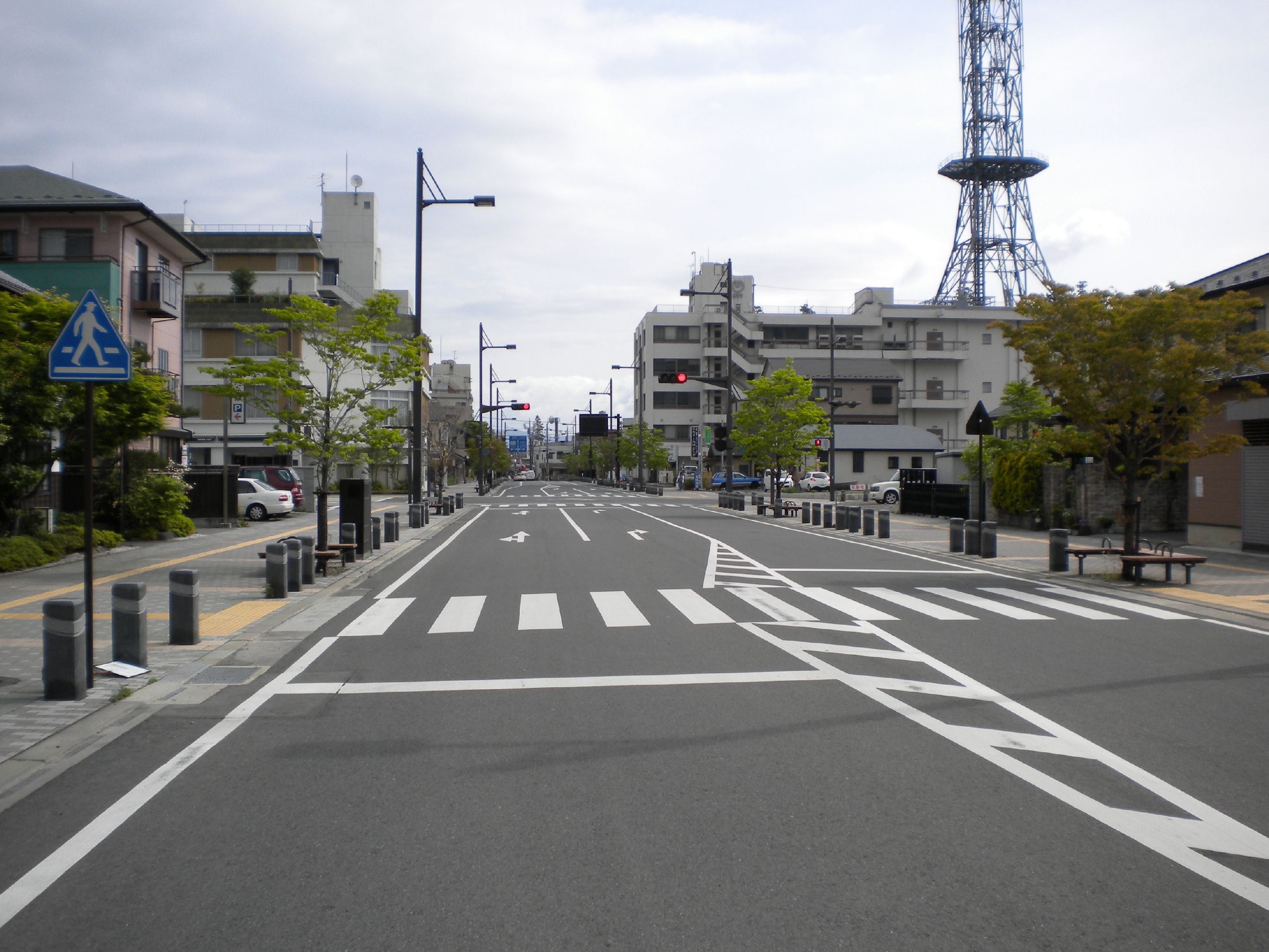
起点付近より終点方向を望む

栃木県道229号今市停車場線（とちぎけんどう229ごう いまいちていしゃじょうせん）は、栃木県日光市に位置する一般県道である。

## 概要
日光市市街地（旧今市市）の玄関口の一つであるJR今市駅と日光街道・例幣使街道を連絡する道路。かつてはセンターラインの無い1.5車線の細い道路であったが、1993年（平成5年）より市が進める駅間JR今市土地区画整理事業に基づく今市地区の区画整理により、現在は整備された2車線の道路となっている。

## 路線データ
- 総延長：0.326km
- 起点：栃木県日光市平ケ崎（今市停車場）
- 終点：栃木県日光市今市（小倉町交差点＝国道119号、国道121号、国道352号、栃木県道62号今市氏家線交点）
- 認定：1961年（昭和36年）4月1日

## 沿線施設
- JR日光線 今市駅
- NTT今市ビル